# Britt Nicole
Brittany Nicole Waddell, más conocida como Britt Nicole (Kannapolis, Carolina del Norte, 2 de agosto de 1984), es una cantante estadounidense de música cristiana contemporánea. Actualmente pertenece al sello discográfico Sparrow que es un subdivisión de EMI.
Sus canciones más exitosas son entre otras: «Believe», «Found by You», «Hanging On», «You», «Walk on the Water», «The Lost Get Found», «The Sun Is Rising» y «Gold»

## Infancia
Britt comenzó a cantar a la edad de tres en su iglesia, Templo de la Verdad Kannapolis, Carolina del Norte. Ella, junto con su hermano y primo, finalmente se metió en el programa diario de la iglesia en Charlotte WAXN canal de televisión. En South Rowan High School, fue miembro del grupo de la escuela coro avanzado, y tuvo la oportunidad de realizar con ellos en el Carnegie Hall de Nueva York. Waddell es también una exalumna de la Universidad de Duke Brightleaf Taller de Música

## Carrera

### Comienzos (2004 y 2006)
Waddell rechazó una beca de la Universidad de Belmont en Nashville, Tennessee, para perseguir una carrera musical a tiempo completo. Sintió que Dios la estaba llamando a concentrarse en la música en vez de ir a la universidad. En 2004, ella firmó un contrato de gestión con Vertical Entretenimiento, y luego firmó un contrato de desarrollo con Word Records. Sparrow Records la contrató en 2006, y su primer álbum Say It fue lanzado el 22 de mayo de 2007. Britt Nicole participó en el acto de apertura en la gira Winter Jam con Sanctus Real, Hawk Nelson, Jeremy Camp, Steven Curtis Chapman y Newsong.
.
Su canción "Indestructible" fue destacado en la Siguiente WOW 2007, e incluyen sus planes festival de verano Creación Este / Oeste, Espíritu de la Costa Oeste de Monterey / Del Mar, y Celebrar Libertad. Fue presentada en 2006 cristiana del hip-hop del grupo GRITS «liberación» Redemption, Redención en la canción Volver Derecho (acreditado como "Brittany Waddell".)

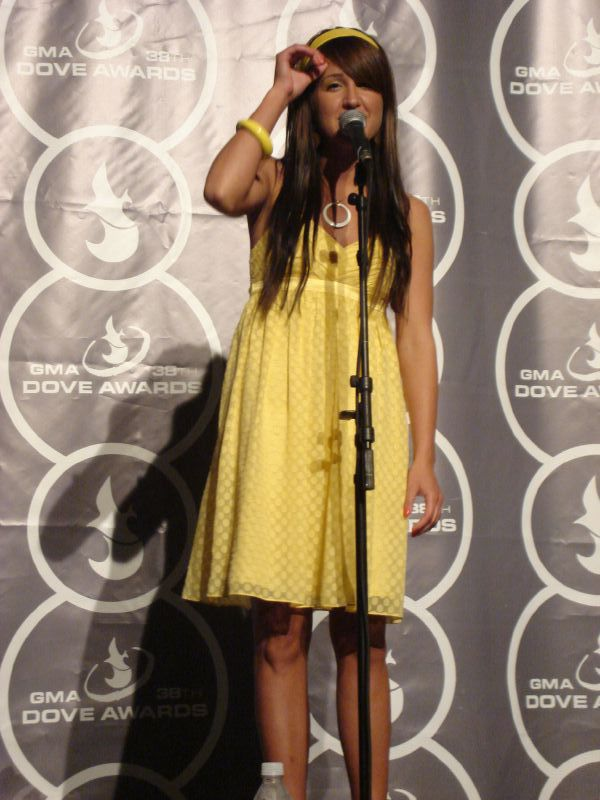
Britt Nicole en la entrega de los Dove Awards en el año 2008

### Say It,Holiday Trio(2007-2008)
El 22 de mayo de 2007 ella lanzó su álbum debut Say It . Alcanzó el puesto # 40 en Billboard Top Cristiano

Su canción debut fue You que alcanzó el Top 10 en la R & R tabla.
El primer video musical de Britt, para la canción "Believe". It also peaked at #6 on Billboard's Hot Christian Songs, her highest charting song to date.
, estrenada en el Gospel Music Channel el 22 de septiembre de 2007. La canción fue la canción más del 21 al jugador de 2008 en EE. UU. Música Cristiana Contemporánea estaciones de radio de acuerdo a I + revista R Christian CHR gráfico.
"Establecer el mundo en llamas" fue el tercer sencillo del álbum. La canción alcanzó el puesto # 11 en el Hot Songs de Billboard cristiana.
Aquellos que vieron en MTV última serie de éxito la realidad juvenil "Newport Harbor, The Real Orange County" el miércoles, 5 de septiembre, oyó la música de Sparrow Records artista, Britt Nicole. Su canción, "Sunshine Girl", de su álbum debut que decirlo, fue un lugar destacado en un momento clave en la serie.
En 2009, Britt Nicole lanzó su nueva canción "The Lost Get Found" para promocionar su segundo álbum con el mismo nombre. La canción debutó en el Top 20 del Billboard Hot Canciones cristianas, entró como # 20, y desde entonces la medida alcanzó el puesto # 8.
El 20 de noviembre de 2007, Britt lanzó su primer trabajo discográfico en EP llamado Holiday Trio (Britt Nicole EP).

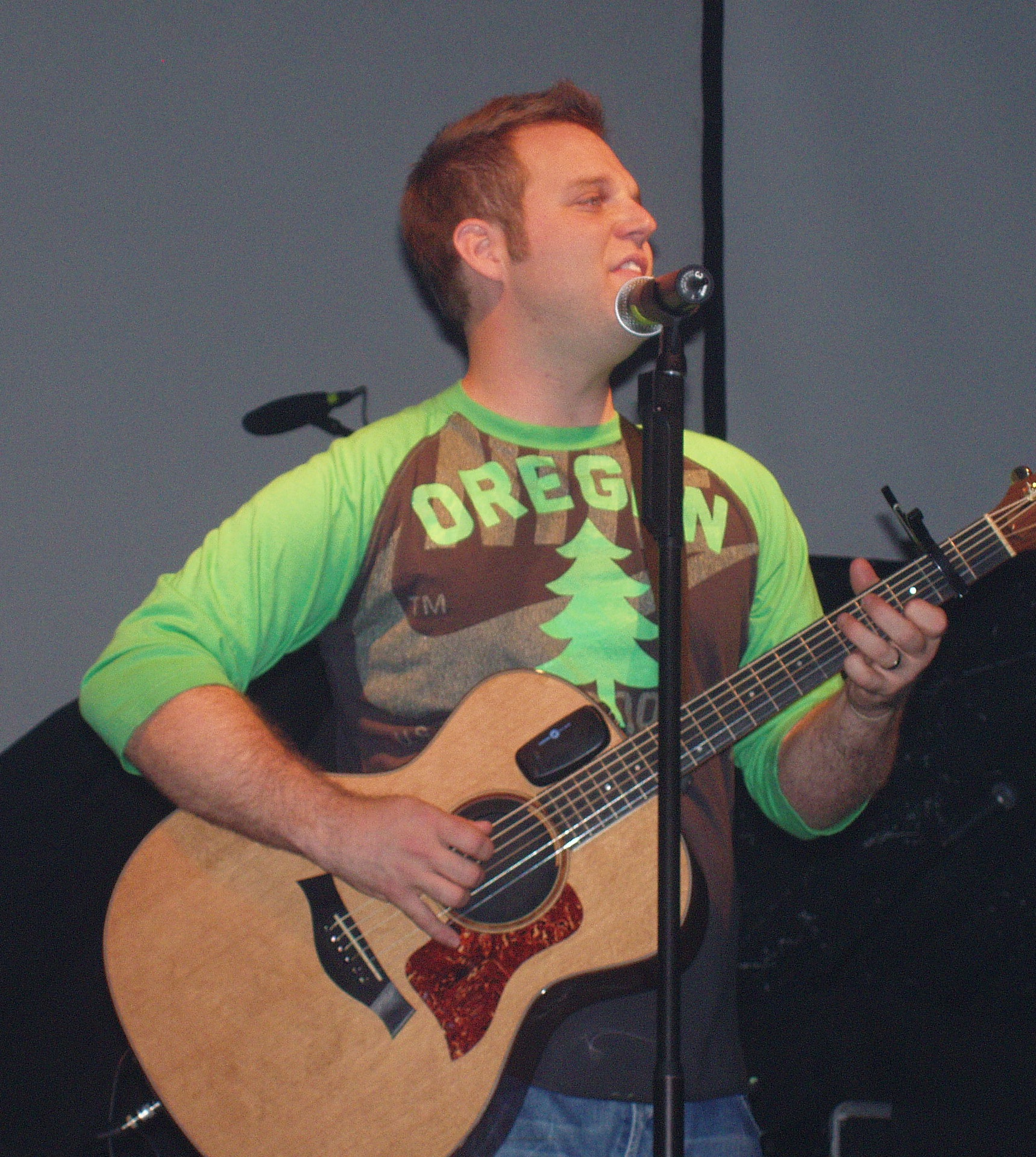
Matthew West, amigo de Britt Nicole y escritor de muchas de sus canciones

La Navidad EP con varios temas fue lanzado solo en formato digital. Se presentó la canción "Holiday", además de dos canciones nunca antes publicadas, uno es un original titulado "Come What May", y el otro es un cover de la fiesta éxito "Last Christmas".
"Establecer el mundo en llamas" fue lanzado como EP en Estados Unidos solo a principios de 2008. La canción alcanzó el puesto # 11 en el Hot Billboard canciones cristianas.En 2007 y 2008, "Holiday" y "Llora Llora" fueron lanzados como singles del Reino Unido, mientras que "Don't Worry Now "contó con los servicios de radio en Australia.

### The Lost Get Found,Acústico(2009-2011)
Su segundo sencillo deThe LostObtener encontrados, "Walk On The Water", alcanzó el puesto # 17 en el Billboard Hot cristiana Canciones y # 1 en la radio cristiana.
Su primera obra extendidas Acústico fue lanzado 24 de agosto de 2010 a las tiendas y puntos de venta digitales. Incluye 5 versiones acústicas de éxitos anteriores y marca una nueva canción, "Se ha encontrado By You". El álbum debutó en el # 22 en las listas de popularidad de Christian Albums. Su tercer sencillo deEl ObtenerLost Found, "Hanging On", fue lanzado en julio.

### Gold(2011-presente)
El 21 de diciembre de 2011, Britt Nicole anunció el lanzamiento de su tercer álbum de estudio que se estuvo precedido por el lanzamiento de enero del sencillo "All This Time", sencillo del álbum de plomo. El mismo año, su canción "Set the world on fire" fue incluida en la banda sonora de película Soul Surfer.
Su álbum Gold fue lanzado finalmente el 26 de marzo de 2012. El álbum debutó en el No. 1 en la lista de álbumes cristianos y N º 41 en los Billboard 200, una marca personal para la cantante. Luego Britt Nicole firmó contrato con Capitol Records y lanzó su EP "Gold" el 4 de diciembre de 2012. El 26 de febrero de 2013 relanzó su álbum "Gold" mediante Capitol Records con lo cual alcanzó un reconocimiento mundial. También el 10 de febrero Britt Nicole alcanzó una nominación en los premios Grammy como mejor álbum de Música Cristiana.
Actualmente su tema "The Sun Is Rising", del álbum "Gold" se puede escuchar en la banda sonora de la película The Other Woman protagonizada por Cameron Diaz, donde alcanzó notoriedad y gran aceptación entre la música no cristiana de donde es reconocida.

## Discografía

### Álbumes

#### Estudio
| Año  | Álbum |          |          |           |
| Año  | Álbum | U.S. 200 | U.S. CHR | U.S. Heat |
| ---- | --- | -------- | -------- | --------- |
| 2007 | Say it - Primer álbum de estudio - Publicación: 22 de mayo del 2007 - Formatos: CD, descarga digital                | —        | 40       | 45        |
| 2009 | The Lost Get Found - Segundo álbum de estudio - Publicación: 11 de agosto del 2009 - Formatos: CD, descarga digital | 62       | 1        | —         |
| 2012 | Gold - Tercer álbum de estudio - Publicación: 27 de marzo del 2012 - Formatos: CD, descarga digital                 | 41       | 1        | —         |
| 2016 | Britt Nicole - Cuarto álbum de estudio - Publicación: 7 de octobre del 2016 - Formatos: CD, descarga digital        | —        | 100      | —         |

#### EP
| Year | Álbum                                                                            | Chart positions | Chart positions | Chart positions |
| Year | Álbum                                                                            | U.S. 200        | U.S. CHR        | U.S. Heat       |
| ---- | -------------------------------------------------------------------------------- | --------------- | --------------- | --------------- |
| 2007 | Holiday Trio - Publicación: 20 de noviembre de 2007 - Formatos: descarga digital | —               | —               | —               |
| 2010 | Acustico - Publicación: 24 de agosto de 2010 - Formatos: CD, descarga digital    | —               | 22              | —               |

### Sencillos
| 2007 | "You"                             | —  | 6  | Say it             |
| 2007 | "Believe"                         | —  | —  | Say it             |
| 2008 | "Set the World on Fire"           | —  | 11 | Say it             |
| 2009 | "The Lost Get Found"              | —  | 8  | The Lost Get Found |
| 2009 | "Walk on the Water"               | —  | 17 | The Lost Get Found |
| 2010 | "Hanging On"                      | —  | 19 | The Lost Get Found |
| 2011 | "Headphones"                      | —  | —  | The Lost Get Found |
| 2012 | "All This Time"                   | —  | 27 | Gold               |
| 2012 | "Stand"                           | —  | 36 | Gold               |
| 2012 | "Gold"                            | 83 | 16 | Gold               |
| 2013 | "Ready Or Not" (featuring Lecrae) | —  | 25 | Gold               |
| 2013 | "O Come All Ye Faithful"          | —  | 12 |                    |
| 2015 | "The Sun Is Rising"               | —  | 26 | Gold               |
| 2016 | "Through Your Eyes"               | —  | 20 | Britt Nicole       |
| 2016 | "Pave"                            | —  | —  | Britt Nicole       |
| 2017 | "Be the Change"                   | —  | 22 | Britt Nicole       |
| "—" indica lanzamientos que no estuvieron en la lista o no fueron publicados en el país antes mencionado. |                                   |    |    |                    |

#### Otros lanzamientos
| 2007 | "When She Cries" 1        | 2 | — | Say it             |
| 2007 | "Holiday" 1               | 1 | — | Say it             |
| 2008 | "Don't Worry Now" 2       | — | — | Say it             |
| 2009 | "Headphones" (1)          | 2 | — | The Lost Get Found |
| 2010 | "Welcome to the Show" (1) | 4 | — | The Lost Get Found |
| 2010 | "Safe" (1)                | 3 | — | The Lost Get Found |
| 2010 | "Have Your Way" (1)       | 4 | — | The Lost Get Found |
| "—" indica lanzamientos que no estuvieron en la lista o no fueron publicados en el país antes mencionado. |                           |   |   |                    |

Notas
- 1: Sencillo en UK.
- 2: Sencillo en Australia.[16]

#### Vídeos musicales
- "Believe" (2007)
- "Holiday" (2009)
- "The Lost Get Found" (2009)
- "Headphones" (2010)
- "Gold" (2012)